# 释慈舟 (1877年)
释慈舟（1877年—1958年1月6日），俗姓梁、法名普海、字慈舟，湖北随县人，近代僧人、佛学教育家。

## 生平
慈舟法师出生于随县一佛教家庭，父母皆为居士。20岁时补生员，后从事教育事业。1910年，与其妻一同赴当地佛洹寺依元照和尚出家。同年，在归元寺受具足戒。此后曾赴扬州长生寺和镇江江天寺参学。1914年，入读月霞法师创办的华严大学。1916年毕业后，先后朝拜了普陀山与九华山，并开始在各地讲经传法。1920年，他协助原先在华严大学的同学了尘与戒尘法师，在汉口九莲寺内兴办华严大学，以继承先师月霞法师遗学。1923年，他受邀赴杭州灵隐寺办明教学院。次年，赴常熟兴福寺兴办法界学院。1928年，又应镇江竹林寺之邀，创立竹林佛学院。1929年，应印光法师与真达法师之请，接任灵岩山寺住持。1931年，又应虚云法师之邀前往福州涌泉寺筹办法界学院。1936年，在福州法海寺内再办法界学院。同年冬出任北平净莲寺住持，并于次年将法界学院迁往北平。后在华北各地弘法多年。1947年，应陈大莲居士之邀南下，曾驻锡于上海普济寺、福州舍利院、邵武双泉寺等地。
中华人民共和国成立后，慈舟法师于1952年接任南普陀寺住持。1953年当选中国佛教协会理事。1956年任期满后回到北京安养精舍静修。1957年当选中国佛教协会常务理事。1958年舍报，世寿81岁、僧腊48年。